# Диаграмма Пенроуза
В теоретической физике диаграмма Пенроуза (названная в честь математического физика Роджера Пенроуза) представляет собой двумерную диаграмму, фиксирующую причинное отношение между различными точками в пространстве-времени. Это расширение диаграммы Минковского, где вертикальное измерение представляет время, горизонтальное — пространство, а наклонные линии под углом 45° соответствуют лучам света. Главное отличие состоит в том, что локально метрика на диаграмме Пенроуза конформно эквивалентна к фактической метрике в пространстве-времени. Конформный фактор выбирается таким образом, что все бесконечное пространство-время преобразуется в диаграмму Пенроуза конечного размера. Для сферически-симметричного пространства-времени каждая точка диаграммы соответствует двумерной сфере.

## Основные свойства
В то время как диаграммы Пенроуза используют одну и ту же базовую систему координатных векторов других пространственно-временных диаграмм для локально асимптотически плоского пространства-времени, она вводит систему представления удаленного пространства-времени путем сокращения расстояний, которые находятся очень далеко. Поэтому прямые линии постоянного времени и прямые линии постоянных пространственных координат становятся гиперболическими и сходятся в точках в углах диаграммы. Эти точки представляют собой «конформную бесконечность» для пространства и времени.
Диаграммы Пенроуза более корректно (но реже) называются диаграммами Пенроуза-Картера (или диаграммы Картера-Пенроуза), признавая и Брэндона Картера, и Роджера Пенроуза, которые были первыми их исследователями. Их также называют конформными диаграммами или просто диаграммами пространства-времени.
Две линии, нарисованные под углом 45°, должны пересекаться на диаграмме только в том случае, если соответствующие два световых луча пересекаются в фактическом пространстве-времени. Таким образом, диаграмма Пенроуза может быть использована в качестве краткой иллюстрации пространственно-временных областей, доступных для наблюдения. Диагональные границы диаграммы Пенроуза соответствуют «бесконечности» или сингулярностям, где должны заканчиваться световые лучи. Таким образом, диаграммы Пенроуза также полезны при изучении асимптотических свойств пространств и сингулярностей. В бесконечной статичной вселенной Минковского координаты {\displaystyle (x,t)} связаны с координатами Пенроуза {\displaystyle (u,v)} через:
{\displaystyle \tan(u\pm v)=x\pm t}
Углы диаграммы Пенроуза, представляющие пространственноподобные и времениподобные конформные бесконечности, составляют {\displaystyle \pi /2} от начала координат.

## Черные дыры
Диаграммы Пенроуза часто используются для иллюстрации причинно-следственной структуры пространств-времен, содержащих черные дыры. Сингулярности обозначаются пространственноподобной границей, в отличие от времениподобной границы, как на обычных пространственно-временных диаграммах. Это связано с перестановкой времениподобных и пространственноподобных координат у горизонта чёрной дыры (так как пространство однонаправленное за горизонтом, так же как и время).
Сингулярность изображется пространственноподобной границей, чтобы было ясно, что как только объект пройдет горизонт, он неизбежно столкнется с сингулярностью, несмотря на любые попытки этого избежать.
Диаграммы Пенроуза часто используются для иллюстрации гипотетического моста Эйнштейна-Розена, соединяющего две отдельные вселенные в максимально расширенном решении чёрной дыры Шварцшильда. Предшественниками диаграмм Пенроуза были диаграммы Крускала — Секереша. (Диаграмма Пенроуза добавляет к диаграмме Крускала и Секереша конформное сжатие областей плоского пространства-времени вдали от дыры.) Они ввели метод выравнивания горизонта событий в горизонты прошлого и будущего, ориентированные под углом 45° (так как переход через Радиус Шварцшильда обратно в плоское пространство-время требует сверхсветовой скорости); и расщепление сингулярности на прошлые и будущие горизонтально ориентированные линии (поскольку сингулярность «отсекает» все пути в будущее при попадании в чёрную дыру).
Мост Эйнштейна-Розена закрывается (образуя «будущие» сингулярности) настолько быстро, что переход между двумя асимптотически плоскими внешними областями потребует скорости, большие чем скорость света, и поэтому невозможен. Кроме того, световые лучи, подвергшиеся сильному синему смещению, не позволяли бы пройти никому.
Максимально расширенное решение не описывает типичную чёрную дыру, получающуюся в результате коллапса звезды, поскольку поверхность сколлапсированной звезды заменяет область решения, содержащую ориентированную на прошлое геометрию «белой дыры» и другую вселенную.
В то время как основной пространственноподобный проход статической чёрной дыры не может быть пройден, диаграммы Пенроуза для решений, представляющих вращающиеся и/или электрически заряженные черные дыры, иллюстрируют внутренние горизонты этих решений (лежащие в будущем) и вертикально ориентированные сингулярности, которые открывают так называемую времениподобную «червоточину», позволяющую перейти в будущие вселенные. В случае вращающейся чёрной дыры существует также «отрицательная» вселенная, введенная через кольцевую сингулярность (все ещё изображаемую как линия на диаграмме), которая может быть пройдена, если войти в дыру, близко к её оси вращения. Однако эти особенности решений нестабильны и не считаются реалистичным описанием внутренних областей таких черных дыр; истинный характер их внутреннего устройства по-прежнему остается открытым вопросом.